# 伊藤礼
伊藤 礼（いとう れい、1933年〈昭和8年〉2月14日 - 2023年〈令和5年〉9月22日）は、日本の英文学者、エッセイスト、翻訳家。元日本大学芸術学部教授。

## 生涯
中国生まれ。一橋大学経済学部卒業。父は伊藤整、兄は伊藤滋。
大学在学中に体調を崩し、1955年（昭和30年）7月から3年間、富士見高原療養所に入院。アメリカ合衆国のロードアイランド大学（en:University of Rhode Island）で政治学を学んだのち、帰国し広告代理店に勤務。退職後、日本大学で教えるようになり、2002年（平成14年）まで日本大学芸術学部教授を務めた。
2023年（令和5年）9月22日、病気のため東京都三鷹市の病院で死去。90歳没。

## 人物
- 1991年（平成3年）『狸ビール』で講談社エッセイ賞受賞。
- 60代後半から自転車の愛好家となり、自転車にまつわるエッセーや著作がある。
- 父・整の訳書『チャタレイ夫人の恋人』の削除版の補訳を行った。
長年かけ『伊藤整日記』（全8巻、平凡社、2022年完結）も校訂刊行した。

## 著書
- 『伊藤整氏奮闘の生涯』（講談社） 1985
- 『伊藤整氏こいぶみ往来』（講談社） 1987
- 『狸ビール』（講談社） 1991、講談社文庫 1994
- 『まちがいつづき』（講談社） 1994
- 『パチリの人』（新潮社） 2000
- 『こぐこぐ自転車』（平凡社） 2005、平凡社ライブラリー 2011
- 『自転車ぎこぎこ』（平凡社） 2009
- 『大東京ぐるぐる自転車』（東海教育研究所） 2011、ちくま文庫 2014
- 『耕せど耕せど 久我山農場物語』（東海教育研究所） 2013　
  - 『ダダダダ菜園記 明るい都市農業』（ちくま文庫） 2016

## 翻訳
- 『アフリカの女王』（C.S.フォリスター、フジ出版社） 1967
- 『ダンケルクの海』（N・モンサラット、フジ出版社） 1968
- 『ソロモン王の宝窟』（ハガード、筑摩書房、世界ロマン文庫） 1970、新版1978
- 『針の眼』（マーガレット・ドラブル、新潮社） 1988
- 『プレイン・アンド・シンプル アーミッシュと私』（スー・ベンダー、鹿島出版会） 1992
- 『チャタレイ夫人の告白』（エレーヌ・ファインスタイン、新潮文庫） 1999

### D・H・ロレンス
- 『白孔雀』（ロレンス、中央公論社、世界の文学） 1966
- 『死んだ男、狐他』（ロレンス、河出書房新社、世界文学全集） 1967
- 『ロレンス 愛の手紙』（D・H・ロレンス、筑摩書房、筑摩叢書） 1976
- 『逃げた女 / 死んだ男 / チャタレイ夫人の恋人』（ロレンス、学習研究社、世界文学全集） 1978
- 『チャタレイ夫人の恋人』（ロレンス、伊藤整訳、礼補訳、新潮文庫） 1996